# 樂浪線
樂浪線（朝鲜语：／ Rangrang sǒn */?）是朝鮮民主主義人民共和國平壤的一條鐵道線路，站點為力浦区域的力浦站到乐浪区域的乐浪站。

## 路线概况
- 距离：
- 车站数：2
- 轨距：1435mm
- 电气化区间：直流3kV
- 复线区间：无